# 영국령 버진아일랜드 축구 국가대표팀
영국령 버진아일랜드 축구 국가대표팀(영어: British Virgin Islands national football team)은 영국령 버진아일랜드를 대표하는 축구 국가대표팀으로 영국령 버진아일랜드 축구 협회에서 관리하고 있으며 케이맨 제도와의 1991년 카리브컵 예선 4조 1차전에서 국제 A매치 첫 경기를 치렀다. A.O 셜리 레크리에이션 그라운드를 홈 구장으로 사용하고 있으며 FIFA 월드컵과 CONCACAF 골드컵 본선은 물론 카리브컵 출전 기록도 없는 북중미의 최약체팀이다.

## 국제 대회 경력

### FIFA 월드컵
2002년 FIFA 월드컵 북중미카리브 지역 예선에 처음으로 모습을 드러낸 후 6대회 연속 1차 예선 탈락의 고배를 마셨다가 미국령 버진아일랜드와의 2026년 FIFA 월드컵 북중미카리브 지역 1차 예선에서 1·2차전 합계 1-1로 비긴 뒤 승부차기에서 4-2로 꺾고 사상 첫 2차 예선 진출에 성공했다.

### CONCACAF 네이션스리그

#### 2019-20년 리그 C
2019-20 CONCACAF 네이션스리그 예선 30위로 리그 C에 편입된 영국령 버진아일랜드는 바하마, 보네르와 함께 B조에 편성되었으나 4전 전패·조 최하위로 첫 시즌을 마쳤다.

#### 2022-23년 리그 C
2022-23 시즌에서도 리그 C에서 시작한 뒤 푸에르토리코, 케이맨 제도와 D조에 편성되어 2무 2패로 케이맨 제도와 동률을 이뤘지만 골득실차에서 케이맨 제도에 단 1점차로 밀리며 3팀 중 최하위로 마감했다.

#### 2023-24년 리그 C
2023-24 시즌에도 리그 C에서 시작한 후 도미니카 연방, 터크스 케이커스 제도와 C조에 편성되어 1차전에서 터크스 케이커스 제도를 3-1로 꺾고 CONCACAF 네이션스리그 첫 승을 올리는 등 1승 2무 1패·조 2위라는 영국령 버진아일랜드 축구 역사상 국제 대회 최고 성적을 거두며 2023-24 시즌을 마무리했다.

## FIFA 월드컵 (본선)
| 년도   | 결과      | 순위      | 경기      | 승        | 무*       | 패        | 득점      | 실점      | 승점      |
| ------ | --------- | --------- | --------- | --------- | --------- | --------- | --------- | --------- | --------- |
| 1930년 | 비회원국  | 비회원국  | 비회원국  | 비회원국  | 비회원국  | 비회원국  | 비회원국  | 비회원국  | 비회원국  |
| 1934년 | 비회원국  | 비회원국  | 비회원국  | 비회원국  | 비회원국  | 비회원국  | 비회원국  | 비회원국  | 비회원국  |
| 1938년 | 비회원국  | 비회원국  | 비회원국  | 비회원국  | 비회원국  | 비회원국  | 비회원국  | 비회원국  | 비회원국  |
| 1950년 | 비회원국  | 비회원국  | 비회원국  | 비회원국  | 비회원국  | 비회원국  | 비회원국  | 비회원국  | 비회원국  |
| 1954년 | 비회원국  | 비회원국  | 비회원국  | 비회원국  | 비회원국  | 비회원국  | 비회원국  | 비회원국  | 비회원국  |
| 1958년 | 비회원국  | 비회원국  | 비회원국  | 비회원국  | 비회원국  | 비회원국  | 비회원국  | 비회원국  | 비회원국  |
| 1962년 | 비회원국  | 비회원국  | 비회원국  | 비회원국  | 비회원국  | 비회원국  | 비회원국  | 비회원국  | 비회원국  |
| 1966년 | 비회원국  | 비회원국  | 비회원국  | 비회원국  | 비회원국  | 비회원국  | 비회원국  | 비회원국  | 비회원국  |
| 1970년 | 비회원국  | 비회원국  | 비회원국  | 비회원국  | 비회원국  | 비회원국  | 비회원국  | 비회원국  | 비회원국  |
| 1974년 | 비회원국  | 비회원국  | 비회원국  | 비회원국  | 비회원국  | 비회원국  | 비회원국  | 비회원국  | 비회원국  |
| 1978년 | 비회원국  | 비회원국  | 비회원국  | 비회원국  | 비회원국  | 비회원국  | 비회원국  | 비회원국  | 비회원국  |
| 1982년 | 비회원국  | 비회원국  | 비회원국  | 비회원국  | 비회원국  | 비회원국  | 비회원국  | 비회원국  | 비회원국  |
| 1986년 | 비회원국  | 비회원국  | 비회원국  | 비회원국  | 비회원국  | 비회원국  | 비회원국  | 비회원국  | 비회원국  |
| 1990년 | 비회원국  | 비회원국  | 비회원국  | 비회원국  | 비회원국  | 비회원국  | 비회원국  | 비회원국  | 비회원국  |
| 1994년 | 비회원국  | 비회원국  | 비회원국  | 비회원국  | 비회원국  | 비회원국  | 비회원국  | 비회원국  | 비회원국  |
| 1998년 | 불참      | 불참      | 불참      | 불참      | 불참      | 불참      | 불참      | 불참      | 불참      |
| 2002년 | 예선 탈락 | 예선 탈락 | 예선 탈락 | 예선 탈락 | 예선 탈락 | 예선 탈락 | 예선 탈락 | 예선 탈락 | 예선 탈락 |
| 2006년 | 예선 탈락 | 예선 탈락 | 예선 탈락 | 예선 탈락 | 예선 탈락 | 예선 탈락 | 예선 탈락 | 예선 탈락 | 예선 탈락 |
| 2010년 | 예선 탈락 | 예선 탈락 | 예선 탈락 | 예선 탈락 | 예선 탈락 | 예선 탈락 | 예선 탈락 | 예선 탈락 | 예선 탈락 |
| 2014년 | 예선 탈락 | 예선 탈락 | 예선 탈락 | 예선 탈락 | 예선 탈락 | 예선 탈락 | 예선 탈락 | 예선 탈락 | 예선 탈락 |
| 2018년 | 예선 탈락 | 예선 탈락 | 예선 탈락 | 예선 탈락 | 예선 탈락 | 예선 탈락 | 예선 탈락 | 예선 탈락 | 예선 탈락 |
| 합계   |           |           |           |           |           |           |           |           |           |

## FIFA 월드컵 (예선)
| 1930년 | 비회원국                                    | 비회원국                                    | 비회원국                                    | 비회원국                                    | 비회원국                                    | 비회원국                                    | 비회원국                                    |      |      |
| 1934년 | 비회원국                                    | 비회원국                                    | 비회원국                                    | 비회원국                                    | 비회원국                                    | 비회원국                                    | 비회원국                                    |      |      |
| 1938년 | 비회원국                                    | 비회원국                                    | 비회원국                                    | 비회원국                                    | 비회원국                                    | 비회원국                                    | 비회원국                                    |      |      |
| 1950년 | 비회원국                                    | 비회원국                                    | 비회원국                                    | 비회원국                                    | 비회원국                                    | 비회원국                                    | 비회원국                                    |      |      |
| 1954년 | 비회원국                                    | 비회원국                                    | 비회원국                                    | 비회원국                                    | 비회원국                                    | 비회원국                                    | 비회원국                                    |      |      |
| 1958년 | 비회원국                                    | 비회원국                                    | 비회원국                                    | 비회원국                                    | 비회원국                                    | 비회원국                                    | 비회원국                                    |      |      |
| 1962년 | 비회원국                                    | 비회원국                                    | 비회원국                                    | 비회원국                                    | 비회원국                                    | 비회원국                                    | 비회원국                                    |      |      |
| 1966년 | 비회원국                                    | 비회원국                                    | 비회원국                                    | 비회원국                                    | 비회원국                                    | 비회원국                                    | 비회원국                                    |      |      |
| 1970년 | 비회원국                                    | 비회원국                                    | 비회원국                                    | 비회원국                                    | 비회원국                                    | 비회원국                                    | 비회원국                                    |      |      |
| 1974년 | 비회원국                                    | 비회원국                                    | 비회원국                                    | 비회원국                                    | 비회원국                                    | 비회원국                                    | 비회원국                                    |      |      |
| 1978년 | 비회원국                                    | 비회원국                                    | 비회원국                                    | 비회원국                                    | 비회원국                                    | 비회원국                                    | 비회원국                                    |      |      |
| 1982년 | 비회원국                                    | 비회원국                                    | 비회원국                                    | 비회원국                                    | 비회원국                                    | 비회원국                                    | 비회원국                                    |      |      |
| 1986년 | 비회원국                                    | 비회원국                                    | 비회원국                                    | 비회원국                                    | 비회원국                                    | 비회원국                                    | 비회원국                                    |      |      |
| 1990년 | 비회원국                                    | 비회원국                                    | 비회원국                                    | 비회원국                                    | 비회원국                                    | 비회원국                                    | 비회원국                                    |      |      |
| 1994년 | 비회원국                                    | 비회원국                                    | 비회원국                                    | 비회원국                                    | 비회원국                                    | 비회원국                                    | 비회원국                                    |      |      |
| 1998년 | 불참                                        | 불참                                        | 불참                                        | 불참                                        | 불참                                        | 불참                                        | 불참                                        | 불참 | 불참 |
| 2002년 | 2                                           | 0                                           | 0                                           | 2                                           | 1                                           | 14                                          | 0                                           |      |      |
| 2006년 | 2                                           | 0                                           | 0                                           | 2                                           | 0                                           | 10                                          | 0                                           |      |      |
| 2010년 | 2                                           | 0                                           | 2                                           | 0                                           | 3                                           | 3                                           | 2                                           |      |      |
| 2014년 | 2                                           | 0                                           | 0                                           | 2                                           | 1                                           | 4                                           | 0                                           |      |      |
| 2018년 | 2                                           | 0                                           | 1                                           | 1                                           | 2                                           | 3                                           | 1                                           |      |      |
| 합계   | 10                                          | 0                                           | 3                                           | 7                                           | 7                                           | 34                                          | 3                                           |      |      |
| 순위   | 월드컵 예선 승점 순위 : 204위 (북중미 32위) | 월드컵 예선 승점 순위 : 204위 (북중미 32위) | 월드컵 예선 승점 순위 : 204위 (북중미 32위) | 월드컵 예선 승점 순위 : 204위 (북중미 32위) | 월드컵 예선 승점 순위 : 204위 (북중미 32위) | 월드컵 예선 승점 순위 : 204위 (북중미 32위) | 월드컵 예선 승점 순위 : 204위 (북중미 32위) |      |      |

## CONCACAF 골드컵
- 1963년 ~ 1989년 - 불참
- 1991년 ~ 1993년 - 예선 탈락
- 1996년 - 기권
- 1998년 ~ 2005년 - 예선 탈락
- 2007년 - 기권
- 2009년 ~ 2021년 - 예선 탈락

## 주요 선수
- 칼로스 셉터스
- 트로이 시저
- 벤 채프먼